# Хиндасвинт
Хиндасвинт (лат. Chintasvintus) је био визиготски краљ у Хиспанији од 642. године до своје смрти, 653. Наследио је Тулгу, кога је збацио с престола. Био је званично изабран за краља 30. априла 642.
Упркос својим поодмаклим годинама (имао је 79. година кад је ступио на престо), ветеран Леовигилдових религиозних похода након напуштања аријанства, успео је да својом снагом и вољом присили племство и курију на послушност. Погубио је 200 припадника високог готског племства (лат. primates) и око 500 припадника нижег готског племства (лат. mediocres), много њих протерао и конфисковао им имовину, а све то пре него што је било какав устанак избио, без суђења ни истраге, само из убеђења да се спрема устанак.
Седми Сабор у Толеду, одржан 16. октобра 646. године, подржао је ове мере и пооштрио казне за оне који се дигну против краља, и проширио их и на свештена лица која би подржала узурпаторе и побуњенике. Међутим, овим мерама, Хиндасвинт је успео да донесе мир и ред у краљевство.
Хиндасвинт је такође покушао да успостави наследну монархију тиме што је 20. јануара 648. године натерао Браулија од Сарагосе да прогласи његовог сина, Рекесвинта, за сувладара. Од тог дана па до Хиндасвинтове смрти, његов син је био заправо прави владар Визигота.
Упркос својој немилосрдној политици, Хиндасвинт је у црквеним аналима забележен као велики доброчинитељ цркве који јој је поклонио много земље и дао многе привилегије. Унапредио је јавну имовину конфискованим имањима племства које је протерао и погубио, а такође је и побољшао методе опорезивања. На војном плану, предузео је походе против бунтовних Баска и Лузитанаца.

## Хиндасвинт као законодавац
Као законодавац, донео је многе законе у области грађанског права. Уз помоћ Браулија, бискупа Сарагосе, почео је израду територијалног закона који би обухватао и готско и хиспанороманско становништво. Хиндасвинтова „Књига закона“ (лат. Liber Iudiciorum), објављена је у својој основној варијанти, након две године од почетка радова на њој. Током целе Хиндасвинтове владавине, овај законик се побољшавао, да би га коначно завршио његов син 654. године. Између 643. и 644. заменио је Алариков законик који су користили Хиспаноромани и Леовигилдов кодекс који су користили Готи.
Према Едварду Гибону, током Хиндасвинтове владавине муслимани су отпочели своје прве нападе на Хиспанију. Хиндасвинт је своје последње године провео у молитви за спасење своје душе. Основао је манастир Сан Роман де ла Орниха поред реке Дуеро, како би почивао поред своје жене Ресиберге. С друге стране, за Еугенија II, бискупа Толеда, Хиндасвинт је био „незнабожник, неправедан и неморалан“.